# Eilema pallifrons
Eilema pallifrons är en fjärilsart som beskrevs av Philipp Christoph Zeller 1847. Eilema pallifrons ingår i släktet Eilema och familjen björnspinnare. Inga underarter finns listade i Catalogue of Life.